# Bob Dylan (album)
Bob Dylan címmel, 1962. március 19-én jelent meg Bob Dylan első albuma, mellyel a szélesebb közönség körében is ismertté vált. Producere a Cloumbia legendás tehetségkutatója, John H. Hammond volt, aki szerződést kötött Dylannel.

## A felvételek
Dylan és Hammond először 1961. szeptember 14-én találkozott egy próbán, amit Carolyn Hester zenekara tartott Hester és férje, Richard Fariña lakásán. Hester szájharmonikázni hívta Dylant, és Hammond leszerződtette, miután hallotta gyakorolni, de fia, John P. Hammond és Liam Clancy is ajánlotta neki.
Hammond később azt mondta Robert Sheltonnak, hogy ott helyben elhatározta Dylan leszerződtetését, és meghívta egy hivatalos bemutatkozó felvételre. A felvételek nem maradtak fenn, de Hammond, Dylan és a Columbia tehetségkutatója, Mitch Miller alátámasztotta, hogy megtartották a felvételeket.
Szeptember 26-án Dylan egy kéthetes sorozatot kezdett a Gerdes Folk Cityben; a plakátokon már a második helyen szerepelt. Szeptember 29-én a New York Times-ban egy rendkívül kedvező kritika jelent meg Dylan előadásáról. Ugyanezen a napon Dylan Hester stúdiófelvételén szájharmonikázott. A felvételek után Hammond bevitte Dylant az irodájába és a Coulmbia nevében ötéves szerződést kötött vele. Dylan azonnal aláírta a papírt.
Aznap éjjel a Gerdesben Dylan elmondta Sheltonnak, hogy szerződést kötött a Columbiával, de arra kérte, hogy ne verje nagy dobra, amíg nem hagyják jóvá. A hivatalos jóváhagyás hamarosan megérkezett.
A stúdióidőt november végére foglalták le, és Dylan már hetekkel előtte felvételre alkalmas dalokat keresett, bár már addig is elég sokat ismert. Dylan egyik ismerőse, Carla Rotolo szerint: „Állandóan a lemezeimet hallgatta, éjjel-nappal. Betanulta az Anthology of American Folk Musicot, ismerte Ewan MacColl és A.L. Lloyd énekstílusát, Rabbit Brown gitárjátékát és persze [Woody] Guthrie-t, és a bluest…az első albumára készült. Mindnyájunkat érdekelt, hogy mely dalokat akarja felvenni. Emlékszem, sokat beszélgettünk erről.”
Az albumot két rövid délutáni felvételen készítették el november 20-án és 22-én. Hammond viccből azt mondta, hogy a Columbiának 402 dollárjába került az album, és a szám azóta a Dylan-legenda szerint a valós ár. Az alacsony költségvetés és a kevés idő ellenére Hammond szerint Dylannel különösen nehéz volt dolgozni. „Bobby minden p-t megnyomott, minden sz-t elsziszegett és állandóan elhajolt a mikrofontól. De az még zavaróbb volt, hogy nem tanult a hibáiból. Azelőtt még nem dolgoztam ilyen fegyelmezetlen zenésszel.”
Összesen tizenhét dalt vettek fel, ezek közül ötöt elsőre ("Baby, Let Me Follow You Down", "In My Time of Dyin'", "Gospel Plow", "Highway 51 Blues" és "Freight Train Blues"), a "Song for Woody" végleges változata pedig egy elrontott kezdés után készült el. A lehagyott négy dalt szintén elsőre vették fel.

## A dalok
A felvételek idején Dylan rengeteg folkdalt tanult meg a New York-i klubokban és kávéházakban. A legtöbb zenész, akinek megnézte a műsorát, Dylan barátja volt, akik lakásán még több folkot tudott hallgatni. Ugyanekkor nagyon sok olyan folk, blues és country-albumot kért kölcsön és hallgatott meg, amit akkoriban elég nehéz volt beszerezni. A No Direction Home című dokumentumfilmben elmondta, hogy a dalokat első vagy második hallgatás után már kívülről tudta.
Az albumra válogatott dalok közül csak kettő Dylan saját szerzeménye; a többi tizenegy szabvány folkdal vagy népdal. Ezek közül néhány állandó része volt a klubokban adott műsorainak. 1961 szeptemberében csak a két saját dal és két feldolgozás volt repertoárján. Egy 2000-ben adott interjúban Dylan azt mondta, hogy nem akart elsőre túl sok saját dalt kiadni.
A saját dalok közül a "Song for Woody" a legismertebb. Clinton Heylin szerint az eredeti kézirat alján ez olvasható: „Írta Bob Dylan a Mills Barban a Bleeker Streeten, New York Cityben, február 14-én, Woody Guthrie-nak.” Dallama Guthrie "1913 Massacre" című dalára hasonlít, de lehet, hogy Guthrie is egy régebbi melódiából indult ki; mint a legtöbb folkzenész – Dylant is beleértve – Guthrie gyakran kapott ihletet más régebbi folkdalokból. Az album megjelenése idején Dylanre Guthrie volt a legnagyobb hatással, és a többi dalon kétségkívül Guthrie stílusában énekel.
Dylant több dalon mint előadót jelölik, de ezek a dalok pályatársaihoz köthetők. Például a "House of the Risin' Sun" előadását Dave Van Ronktól vette át, akivel akkoriban szoros barátságban volt. A "Baby, Let Me Follow You Down" közben megemlíti az eredeti előadót, Eric Von Schmidtet, akivel a massachusettsi Cambridge-ben találkozott. Dylan tőle vette át az előadást csakúgy, mint a "He Was a Friend of Mine" című dalét, amit szintén lehagytak az albumról.
1963 után a dalokat már nem játszotta, de 1963 márciusában, első televíziós fellépésén előadta a "Man of Constant Sorrow" című dalt. A "Baby, Let Me Follow You Down" elektromos változata szerepelt az 1965-ös és 1966-os turnékon. Egy koncertfelvétel hallható a Live 1966 című albumon.
Az albumról 1966 után csak négy dal szerepelt a koncerteken, és csak a "Song To Woody", valamint a "Pretty Peggy-O" került elő gyakrabban.

## Lehagyott dalok
Ezeken kívül még négy dalt vettek fel, melyek közül három a The Bootleg Series Volumes 1–3 (Rare & Unreleased) 1961–1991 című albumon jelent meg: Woody Guthrie-tól a "Ramblin' Blues" (nem adták ki), a "House Carpenter", a "He Was a Friend of Mine" és egy eredeti dal, a "Man On The Street".
A négy dal közül a "House Carpenter", az utoljára felvett dal a legkedveltebb. Ez a "The Daemon Lover" című 16. századi skót ballada újfajta előadása, melyről Clinton Heylin azt írta, hogy „a felvételek legfurcsábbika, olyan démoni, mint Robert Johnson”. Bár ez akkoriban kedvelt dal volt a folkklubokban, nem maradt feljegyzés arról, hogy Dylan valaha is eljátszotta volna nyilvánosan.

## Az album dalai
1. "You're No Good" (Jesse Fuller) – 1:37
2. "Talkin' New York" (Bob Dylan) – 3:17
3. "In My Time of Dyin'" (Trad. arr.: Bob Dylan) – 2:38
4. "Man of Constant Sorrow" (Trad. arr.: Bob Dylan) – 3:07
5. "Fixin' to Die" (Bukka White) – 2:20
6. "Pretty Peggy-O" (Trad. arr.: Bob Dylan) – 3:21
7. "Highway 51 Blues" (Jones) – 2:50
8. "Gospel Plow" (Trad. arr.: Bob Dylan) – 1:45
9. "Baby, Let Me Follow You Down" (G. Davis – Eric von Schmidt – Dave Van Ronk) – 2:34
10. "House of the Risin' Sun" (Trad. arr.: Dave Van Ronk) – 5:18
11. "Freight Train Blues" (Trad. arr.: Bob Dylan) – 2:16
12. "Song to Woody" (Bob Dylan) – 2:40
13. "See That My Grave is Kept Clean" (Blind Lemon Jefferson) – 2:44